# سیپتو
سیپتو بزرگ‌ترین اتحادیه کارگری در ایرلند است که به ادعای وبگاه اینترنتی اش بیش از ۲۰۰ هزار عضو دارد.
سیپتو در ۱۹۹۰ با به هم پیوستن اتحادیه کارگران عمومی و حمل و نقل ایرلند و اتحادیه فدراتیو کارگران ایرلند تشکیل شد.
این ادغام برای اولین بار در دههٔ ۵۰ پیشنهاد شده بود و در سال ۱۹۶۹ در شرف انجام بود، اما نهایتاً تا ۱۹۹۰ به طول انجامید.
سیپتو اهداف اصلی خود را همبستگی، انصاف، برابری و دموکراسی اعلام می‌کند.
در بیرون دفتر این اتحادیه، تالار آزادی، مجسمه‌ای از جیمز کانلی، مبارز سوسیالیست ایرلندی، نصب شده‌است.